# Arthur C. Clarke Award

Arthur C. Clarke em sua casa em Colombo, Sri Lanka.

Este artigo descreve o Arthur C. Clarke Award. Para o prêmio concedido às realizações britânicas no espaço, ver Sir Arthur Clarke Award.
O Arthur C. Clarke Award é uma premiação britânica concedida ao melhor romance de ficção científica publicado no Reino Unido durante o ano anterior. O prêmio foi instituído com autorização de Arthur C. Clarke e foi entregue pela primeira vez em 1987. A obra é escolhida por uma comissão de julgadores da British Science Fiction Association, da Science Fiction Foundation e do Science Museum of London. É presentemente administrada pela Serendip Foundation. O vencedor recebe um prêmio consistindo de um montante de libras esterlinas igual ao número do ano corrente (£2007 para o ano 2007, por exemplo).

## Premiação em 2007
Os concorrentes em 2007 foram anunciados em 20 de janeiro, e incluíam:
- End of the World Blues de Jon Courtenay Grimwood
- Nova Swing de M. John Harrison
- Oh Pure and Radiant Heart de Lydia Millet
- Hav de Jan Morris
- Gradisil de Adam Roberts
- Streaking de Brian Stableford

O prêmio foi concedido a Nova Swing em 2 de maio de 2007, na noite de abertura do SCI-FI-LONDON Film Festival. 

## Lista de vencedores
- 1987: The Handmaid's Tale de Margaret Atwood
- 1988: Drowning Towers de George Turner
- 1989: Unquenchable Fire de Rachel Pollack
- 1990: The Child Garden de Geoff Ryman
- 1991: Take Back Plenty de Colin Greenland
- 1992: Synners de Pat Cadigan
- 1993: Body of Glass de Marge Piercy (publicado como He, She and It nos EUA)
- 1994: Vurt de Jeff Noon
- 1995: Fools de Pat Cadigan
- 1996: Fairyland de Paul J. McAuley
- 1997: The Calcutta Chromosome de Amitav Ghosh
- 1998: The Sparrow de Mary Doria Russell
- 1999: Dreaming in Smoke de Tricia Sullivan
- 2000: Distraction de Bruce Sterling
- 2001: Perdido Street Station de China Miéville
- 2002: Bold as Love de Gwyneth Jones
- 2003: The Separation de Christopher Priest
- 2004: Quicksilver de Neal Stephenson
- 2005: Iron Council de China Miéville
- 2006: Air de Geoff Ryman
- 2007: Nova Swing de M. John Harrison
- 2008: Black Man de Richard Morgan
- 2009: Song of Time de Ian R. MacLeod
- 2010: The City and the City de China Miéville
- 2011: Zoo City de Lauren Beukes
- 2012: The Testament of Jessie Lamb de Jane Rogers
- 2013: Dark Eden de Chris Beckett
- 2014: Ancillary Justice de Ann Leckie
- 2015: Station Eleven de Emily St. John Mandel
- 2016: Children of Time de Adrian Tchaikovsky
- 2017: The Underground Railroad de Colson Whitehead
- 2018: Dreams Before The Start of Time de Anne Charnock
- 2019: Rosewater de Tade Thompson